# Egemen Bağış
Egemen Bağış (23 avril 1970, à Bingöl, Turquie) est membre du parlement et ancien conseiller sur les questions de politique étrangères auprès du premier ministre.

## Fonctions occupées
- Ministre des affaires Européennes, négociateur en chef
- Député d'İstanbul

## Protestations de 2013
Au cours des protestations de 2013 en Turquie, Egemen Bağış avait déclaré que la police «interviendrait contre quiconque chercherait à pénétrer sur la place (Taksim)» et le traiterait «comme un terroriste».
Dans une déclaration publiée officiellement, et malgré les affirmations et les preuves présentés par des organisations comme Amnesty International, Bağış a affirmé que «Il n'ya pas de violence d'État en Turquie». Dans la même déclaration, il a affirmé que «la Turquie a le gouvernement le plus réformiste et le plus fort en Europe et le leader le plus charismatique et le plus puissant dans le monde. Si quelqu'un a un problème avec cela, alors je suis vraiment désolé. Seulement pour ceux qui se sentent dépassés, le leadership du Premier ministre Erdoğan est un problème.».
Bağış avait sévèrement mis en garde Angela Merkel contre toute tentation de faire de l'adhésion de la Turquie à l'Union européenne un enjeu de politique intérieure allemande. 
«Mme Merkel doit savoir que ceux qui s'occupent de la Turquie finissent mal. Regardez ce qui est arrivé à (Nicolas) Sarkozy», avait ajouté Bağış en rappelant la défaite de l'ex-président français.